# Wilhering
Wilhering je městys v rakouské spolkové zemi Horní Rakousy, v okrese Linec-venkov.
K 1. lednu 2015 zde žilo 5 856 obyvatel.